# Aptesis messor
Aptesis messor là một loài tò vò trong họ Ichneumonidae.